# Transición de la permeabilidad mitocondrial

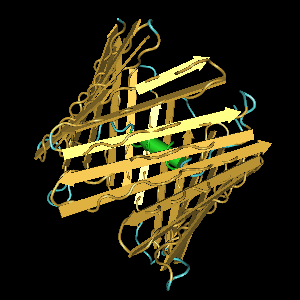
Estructura molecular de cintas de la proteína que forma el canal aniónico dependiente de voltaje humano, una de las proteínas que forma el complejo de poro de transición de la permeabilidad mitocondrial, junto con la adenin nucleótido translocasa y la ciclofilina-D (CyP-D).

La transición de permeabilidad mitocondrial, (PTPm) se refiere al incremento en la permeabilidad de la membrana interna mitocondrial a iones y metabolitos cuya masa molecular no exceda los 1.5 kDa. La PTPm es el resultado de la apertura de poros de la transición de la permeabilidad mitocondrial, que son poros proteicos que se formaron en las membranas de las mitocondrias bajo ciertas condiciones patológicas, tales como lesión cerebral traumática y accidentes cerebrovasculares. La inducción del poro de transición de la permeabilidad puede provocar inflamación mitocondrial y muerte celular y desempeña un papel importante en algunos tipos de apoptosis.
La PTPm fue propuesta por Haworth y Hunter en 1979 y desde entonces se ha encontrado implicada en degeneración celular, tales como la neurodegeneración, un proceso que da lugar a daños y muerte de las neuronas. La PTPm se estudia con frecuencia en las células del hígado, que tienen una cantidad especialmente elevada de mitocondrias.

## Patología
La transición de permeabilidad mitocondrial es una de las principales causas de muerte celular en una gran variedad de trastornos. Por ejemplo, es clave en la muerte celular en la excitotoxicidad, en la que una sobreactivación de receptores de glutamato produce una excesiva entrada de calcio en la célula. PTPm también parece desempeñar un papel clave en los daños causados por isquemia, como ocurre en un infarto agudo de miocardio y en un accidente cerebrovascular. Sin embargo, investigaciones han demostrado que el poro TPm permanece cerrado durante la isquemia, y se abre solo posterior a la reperfusión de los tejidos con sangre después del período isquémico, suponiendo que tengan un papel asociado a la reperfusión.
Se cree que PTPm también está involucrada en la patogenia de la muerte celular inducida por el síndrome de Reye, siendo que los agentes tóxicos implicados en la fisiopatología del síndrome de Reye, como el salicilato y el valproato, actúan sobre los poros de permeabilidad mitocondrial causando una PTPm. También puede que desempeñe un papel en la autoingestión mitocondrial. Las células expuestas a cantidades tóxicas de ionóforos de calcio experimentan también PTPm y muerte por necrosis.